# Facoltà Paraibana
Facoltà Paraibana - FAP, fondata il 22 agosto 2007 e che ha cessato le sue attività il 13 settembre 2023, era un'istituzione di istruzione superiore situata a João Pessoa, nello stato della Paraíba. Offriva diversi corsi di laurea. Nel 2023, l'istituzione è stata coinvolta in un processo di unificazione con un'altra istituzione di istruzione superiore, portando all'estinzione della facoltà come unità autonoma e alla creazione di una nuova struttura educativa nella regione.

## Storia
La Facoltà Paraibana è stata un'istituzione di istruzione superiore situata a João Pessoa, nello stato della Paraíba, che ha operato come centro educativo nello stato per oltre un decennio. Fondata con l'obiettivo di offrire una formazione accademica di qualità, la facoltà ha attraversato un processo di espansione e si è consolidata come una delle principali istituzioni di istruzione superiore nella regione.
Nel 2023, la Facoltà Paraibana ha cessato le sue attività come unità autonoma, a seguito di un processo di unificazione con un'altra istituzione di istruzione superiore (IES). Questa decisione è stata presa in risposta ai cambiamenti nel mercato educativo e alla crescente competitività nel settore dell'istruzione superiore, mirando all'ottimizzazione delle risorse e all'ampliamento dell'offerta di corsi e servizi educativi.
La facoltà è stata fondata in Rua Manoel Gualberto, 255, nel quartiere di Miramar, a João Pessoa, e negli anni ha ampliato le sue operazioni fino a Rua Professor Joaquim Francisco Veloso Galvão, 1860, nel quartiere Stati. Durante la sua esistenza, l'istituzione ha guadagnato prestigio per la qualità dell'insegnamento e per la partecipazione a progetti di estensione che hanno beneficiato la comunità locale.
Nel 2023, a causa di un contesto di ristrutturazione dell'istruzione superiore in Brasile, la facoltà è stata coinvolta in un processo di unificazione con un'altra istituzione di istruzione superiore, con l'obiettivo di consolidare risorse finanziarie, infrastrutture e corpo docente. Questa fusione ha portato alla creazione di una nuova struttura istituzionale, con un'offerta accademica più ampia e infrastrutture migliorate, tra cui più laboratori, biblioteche e centri di ricerca.
La Facoltà Paraibana ha offerto corsi di laurea e ha promosso la ricerca e l'estensione. Il suo percorso è stato segnato anche dal rafforzamento della relazione con la comunità locale attraverso progetti culturali e di assistenza, specialmente nelle aree di mediazione, conciliazione, arbitrato e consulenza giuridica.
L'unificazione ha dato origine a un nuovo modello di istruzione superiore nella regione, con l'intento di offrire un'educazione più moderna e allineata alle esigenze del mercato del lavoro. La nuova istituzione si è impegnata a mantenere e ampliare i programmi di insegnamento, ricerca ed estensione della Facoltà Paraibana, mantenendo il suo impegno per lo sviluppo sociale ed educativo della Paraíba.
La fine della Facoltà Paraibana come entità indipendente ha segnato la transizione verso un nuovo modello educativo, riflettendo una tendenza crescente in Brasile di riorganizzazione e fusione di istituzioni di istruzione superiore, al fine di garantire sostenibilità e innovazione nel settore educativo. La Facoltà Paraibana è ricordata per la sua dedizione all'insegnamento e per il ruolo nella formazione di professionisti qualificati.